# At-Takasur

At-Takathur w kaligrafii arabskiej

At-Takasur – sto druga sura Koranu. Ma osiem aja. Jej tytuł pochodzi od słowa występującego w 1. wersie. Tradycja muzułmańska uznaje tę surę za mekkańską, ale część badaczy i interpretatorów umieszcza ją w okresie wczesnomedyńskim. Tematem tego rozdziału jest zabieganie o dobra materialne i krytyka Żydów medyńskich bądź bogatych rodów mekkańskich.

## Polskie tłumaczenie[1]
W Imię Boga Miłosiernego i Litościwego!
Zabawia was współzawodnictwo w pomnażaniu
do chwili, gdy odwiedzicie groby.
Wcale nie!
Wy wkrótce będziecie wiedzieć!
Jeszcze raz nie!
Wy wkrótce będziecie wiedzieć!
Wcale nie!
Gdybyście wiedzieli wiedzą pewną!
Z pewnością zobaczycie ogień piekielny!
Potem, z pewnością, zobaczycie go
okiem pewności!
Potem, z pewnością, zostaniecie zapytani
tego Dnia o szczęśliwość!